# Hirondelle à tête blanche
Psalidoprocne albiceps
Espèce
Statut de conservation UICN

 LC  : Préoccupation mineure
L'Hirondelle à tête blanche (Psalidoprocne albiceps) est une espèce de passereau de la famille des Hirundinidae.

## Description
Elle mesure 13 cm pour un poids de 11 à 12 g. Le mâle affiche un plumage entièrement noir brunâtre foncé avec des reflets vert. Le capuchon, le front, les côtés de la tête, le menton et la gorge forment un bel ensemble blanc qui contraste fortement avec le reste du corps. Une ligne noire se développe de la base du bec jusqu'à l'arrière de la tête. 
Le dessous des ailes et les axillaires sont brun cendré. Les ailes et la queue modérément fourchue présentent une teinte brun-noir. Le bec et les yeux sont noirs, les pattes et les pieds brun sombre.
Le mâle et la femelle ont de petites différences visibles : chez la femelle, les rectrices externes sont plus courtes, seule la gorge est blanche et elle est parfois infiltrée de brun. Il y a quelques plumes blanches sur le dessus brun de la tête. De plus, le mâle se distingue de sa partenaire par une denture au niveau des filets extérieures de la première primaire.
Les juvéniles sont presque entièrement brun-noir. Ils ont cependant une gorge brun cendré. Quelques plumes blanches apparaissent de façon irrégulière sur le sommet de la tête. La queue est nettement moins fourchue que chez les parents.

## Comportement

### Alimentation
Le régime de cet oiseau n'est pas très bien connu. On suppose qu'il est majoritairement insectivore. En effet, on a retrouvé des fourmis volantes dans son estomac. D'autres rapports signalent également la présence de petits coléoptères. Les hirondelles à tête blanche se nourrissent en petit groupes.

### Reproduction
En Afrique Orientale, plus précisément en Ouganda, ces oiseaux ne nichent pratiquement que pendant la saison des pluies, c'est à dire en juin et en octobre.
Les hirondelles creusent un tunnel d'environ 60 centimètres de longueur dans une berge verticale de rivière, dans un talus de route, dans une carrière de gravier, une ballastière ou un site de ce genre. Un coussinet composé de lichens, d'herbes et de plumes est placé au fond du tunnel, à l'endroit où la ponte doit être déposée. Le tunnel est légèrement incliné vers le haut.
La nichée comprend habituellement entre 2 et 4 œufs qui sont de couleur blanche et mesurent environ 19 millimètres sur 13. Les deux partenaires unissent leurs efforts pour couver mais la femelle est plus active que le mâle. Elle prend des relais de 25 à 30 minutes tandis que son compagnon ne reste pas plus de 15 minutes sur les œufs. La durée d'incubation et du séjour des jeunes au nid ne sont pas connus.

## Répartition et habitat

### Répartition
Son aire de répartition s'étend sur la République démocratique du Congo, l'Angola, la Zambie, le Malawi, la Tanzanie, le Burundi, le Rwanda, l'Ouganda, le Kenya, l'Éthiopie et le Soudan. 

### Habitat
L'hirondelle à tête blanche préfère généralement les habitats boisés aux zones ouvertes. Elle apprécie particulièrement les savanes arborées, les bois, les zones de broussailles et les forêts situés dans les régions montagneuses.
Cet oiseau recherche sa nourriture dans les clairières à la lisière des zones boisées ou au-dessus des buissons et des terres cultivées. 

## Sous-espèces
Cet oiseau est représenté par 2 sous-espèces :
- Psalidoprocne albiceps albiceps - (P.L. Sclater, 1864) ; - vit en Afrique Orientale
- Psalidoprocne albiceps suffusa - (Ripley, 1960) -  vit en Angola, se distingue de l'espèce nominale par la couleur plus sombre du plumage. Le dessous des ailes et les axillaires sont gris-brun crèmeux et non pas bruns. Les couvertures auriculaires sont grises. La gorge est grise et la partie blanche du capuchon moins développée. Elle habitait à l'origine les forêts ouvertes et les clairières aux alentours de 1 400 mètres.